# فلورنسا إي. وير
فلورنسا إي. وير (بالإنجليزية: Florence E. Ware)‏ هي رسامة أمريكية، ولدت في 6 مايو 1891 في سولت ليك في الولايات المتحدة، وتوفي بنفس المكان في 11 نوفمبر 1972.